# Otmane Boumezou
Otmane Boumezou (en arabe : عثمان بومزو), né le 8 juillet 1992 à Kénitra (Maroc), est un joueur de futsal international marocain au GOAL Futsal Club.

## Biographie

### Carrière en club
Avant le futsal, Otmane Boumezou joue au football à l'Ahram, un des clubs amateurs de la ville de Kénitra.

#### Débuts en futsal au Dina Kénitra (2016-2017)
C'est au Dina Kénitra FC (DKFC) qu'Otmane Boumezou fait ses débuts dans le futsal, club avec lequel il termine à la 8e place du championnat national à l'issue de la saison sportive 2016-2017. Bien que le DKFC parvienne à se maintenir dans l'élite, Boumezou ne reste pas au club.

#### Les premiers titres au Dynamo Kénitra (2017-2018)
Avec son coéquipier Mohamed Nessis, Otmane Boumezou rejoint par la suite un autre club de la ville de Kénitra, le Dynamo Kénitra (ACDK) où il côtoie d'autres internationaux marocains tels que Soufiane El Mesrar ou encore Bilal Bakkali.
C'est avec cette équipe que Boumezou gagne ses premiers titres. Avec l'ACDK, il remporte en 2017 la Coupe du Trône (coupe nationale) et le championnat national D1 de la saison 2017-2018.

#### Avec le Feth Settat (2018-2020)
Après une saison au Dynamo Kénitra, Otmane Boumezou reste dans l'élite et prend la direction du Feth Settat (CFSS) accompagné de nouveau par Mohamed Nessis. Club avec lequel il parfait sa formation et remporte le championnat national à deux reprises (en 2019 et 2020), et gagne deux fois la Coupe du Trône (2018 et 2019). Soit quatre titres glanés avec le CFSS.
Il termine par ailleurs meilleur buteur du championnat de la saison 2019-2020 avec 40 réalisations.

#### Avec le Chabab Mohammédia (2020-2023)
Après deux saisons passées à Settat, Otmane Boumezou rejoint en 2020 le Chabab Mohammédia (SCCM). Au moment de sa signature avec ce dernier, le club vient de voir le jour après fusion par absorption de l'Athletico Kénitra. 
Le SCCM, avec à ses rangs Boumezou, remporte le championnat les trois saisons qui suivent sa création (saison sportive 2020-2021, 2021-2022 et 2022-2023). Par la même occasion, Otmane et ses coéquipiers s'offrent la Coupe du Trône (saison 2019-2020) aux dépens du Faucon d'Agadir, mais échouent en finale face au Loukkous Ksar El Kebir (CLKK) lors de l'édition suivante (2020-2021). Finale disputée à Laâyoune le 29 mai 2022.

#### Première expérience à l'étranger avec GOAL (2024-)
N'évoluant qu'au Maroc jusqu'ici, Otmane Boumezou décide de s'exporter en France à l'âge de 32 ans en s'engageant avec le GOAL Futsal Club, le club de la banlieue lyonnaise pensionnaire de la première division. Le club annonce sa signature, le 29 juillet 2024.
Il dispute son premier match officiel avec GOAL le 2 novembre 2024 dans le cadre de la 3e journée de la D1 futsal face au Paris ACASA futsal sur le terrain de ce dernier où son équipe s'impose avec un score de 3 buts à 0. Le week-end suivant, le 9 novembre 2024 il inscrit l'unique but de son équipe face à l'Avion Futsal et par la même occasion, son premier but dans le championnat français. Il marque son deuxième but le 17 novembre 2024 en déplacement chez le Montpellier Méditerranée Futsal contre qui GOAL fait match nul (2-2).
Le 19 avril 2025 sur le parquet du Toulon Élite Futsal, il inscrit son 10e but en D1 futsal.

### En équipe nationale
Otmane Boumezou est international marocain depuis 2018.

#### Sacre de la CAN 2020 et Coupe arabe 2021
Après avoir pris part à la préparation pour la CAN 2020, il est sélectionné dans la liste des 24 de Hicham Dguig pour disputer la phase finale du tournoi qui voit le Maroc triompher pour la deuxième fois consécutive.
Il participe et remporte la Coupe arabe 2021 en Égypte. Le premier titre pour la sélection marocaine qui avait échoué en finale en 1998 et 2005. 

#### Quart-de-finaliste en Coupe du monde 2021
Le 4 septembre 2021, la fédération marocaine annonce la liste des joueurs qui iront disputer la Coupe du monde en Lituanie. Boumezou est retenu par Dguig pour défendre les couleurs marocaines.
Avant d'entamer la Coupe du monde, qui devait se dérouler initialement se dérouler en 2020 (report en raison de la pandémie de Covid-19), Otmane Boumezou participe à deux rencontres amicales, les 6 et 7 septembre 2021 respectivement face au Vietnam et au Japon, deux sélections asiatiques dont la culture futsal se rapproche de celle de la Thaïlande qui figure dans le groupe du Maroc au Mondial 2021. Les Marocains gagnent le premier match (2-1), mais perdent le second contre leurs homologues japonais (3-0).
Otmane Boumezou dispute l'ensemble des matchs à la Coupe du monde. Un parcours inédit du Maroc qui franchit dans un premier temps le premier tour pour la première fois de son histoire. Après avoir éliminé le Venezuela, les Marocains se font sortir en quart de finale par les Brésiliens (1-0).

#### Préparations et double vainqueur de la Coupe arabe 2022 (2021-2022)
Marocains et Brésiliens se retrouvent en novembre 2021 pour une double confrontation à Laâyoune. Le Maroc remporte la première manche (3-1) mais s'incline lors de la seconde (2-0).
En mars 2022, le Maroc dispute une double confrontation face au Bahreïn à Manama. Deux matchs amicaux qui se terminent sur deux succès marocains (5-1) le 2 mars, puis (2-0) le lendemain.
Le Maroc reçoit l'Argentine à Rabat pour une double confrontation amicale dont participe Otmane Boumezou. Le premier match se solde par une victoire marocaine (4-3) puis le second par un succès argentin (3-2).
Dans le cadre des préparations pour la Coupe arabe 2022, le Maroc reçoit son homologue comorien pour deux rencontres amicales les 4 et 6 juin 2022 au Complexe Mohammed VI. Les deux matchs amicaux se terminent par des victoires marocaines (4-1 puis 8-0).
Otmane Boumezou est sélectionné par Hicham Dguig pour participer à la Coupe arabe de futsal 2022 qui a lieu au mois de juin 2022 en Arabie Saoudite où les Marocains parviennent à conserver leur titre.  

#### Sacre historique de la Coupe des confédérations 2022
Après la Coupe arabe, il prend part avec la sélection à la Coupe des confédérations de futsal en Thaïlande durant le mois de septembre 2022. Compétition que le Maroc remporte pour la première fois en s'imposant face à l'Iran en finale (4-3).

#### CAN Futsal 2024
Il est sélectionné pour participer au mois de mars 2023 à deux doubles confrontations amicales, contre l'Irak et l'Estonie,.
Le mois qui suit, Hicham Dguig le convoque pour participer à un tournoi international organisé par la FRMF qui voit la participation de la France, de la Croatie et du Japon.
Dans le cadre des préparations à la Coupe arabe 2023, Otmane Boumezou est convoqué pour une double confrontation amicale face à la Slovaquie les 27 et 29 mai au Complexe Mohammed VI.
Il est convoqué par Hicham Dguig pour la Coupe arabe qui se tient à Djeddah du 6 au 16 juin 2023 qui voit le Maroc triompher pour la 3e fois. Boumezou prend part à l'ensemble des matchs de la compétition et s'offre trois buts dont un doublé contre le Liban,.
Le 14 septembre 2023 le Maroc, 8ème au classement mondial, s'impose en amical face au vice-champion du monde, l'Argentine sur le score de 7 buts à 0. Otmane Boumezou contribue à ce succès en ouvrant le score du match.
Il est sélectionné par Hicham Dguig pour prendre part à la CAN durant le mois d'avril 2024. Compétition à l'issue de laquelle, le Maroc conserve son titre pour la deuxième fois consécutive et se qualifie donc à la Coupe du monde. Bien qu'il ne marque pas, Otmane Boumezou prend part à l'ensemble des matchs de cette CAN organisé à Rabat.

#### Coupe du monde 2024 en Ouzbékistan
Dans le cadre des préparations à la Coupe du monde 2024, le Maroc dispute une série de matchs amicaux au Complexe Mohammed VI. Après avoir affronté l'Afghanistan, la Bosnie-Herzégovine et la Pologne, la sélection marocaine se confronte à l'Espagne, deuxième au classement FIFA, dans une double confrontation amicale les 12 et 14 août. La première manche voit les Espagnols l'emporter (4-2) tandis que la deuxième, se solde par une victoire marocaine (4-1). Otmane Boumezou inscrit un but dans chacune des deux rencontres,.

### Statistiques détaillées en club
Le tableau suivant recense les statistiques d'Otmane Boumezou :
| Saison                | Club                  | Championnat           | Championnat | Championnat | Championnat | Coupe(s) nationale(s) | Coupe(s) nationale(s) | Coupe(s) nationale(s) | Total | Total | Total |
| Saison                | Club                  | Division              | M.          | B.          | P.d.        | M.                    | B.                    | P.d.                  | M.    | B.    | P.d.  |
| 2020-2021             | Chabab Mohammédia     | Division 1            | 21          | 13          | 6           | 5                     | 4                     | 3                     | 26    | 17    | 9     |
| 2021-2022             | Chabab Mohammédia     | Division 1            | 27          | 21          | 18          | 4                     | 4                     | 1                     | 31    | 25    | 19    |
| 2022-2023             | Chabab Mohammédia     | Division 1            | 27          | 17          | 10          | 2                     | 2                     | 2                     | 29    | 19    | 12    |
| 2023-2024             | Chabab Mohammédia     | Division 1            | -           | -           | -           | -                     | -                     | -                     | 0     | 0     | 0     |
| Sous-total            | Sous-total            | Sous-total            | 75          | 51          | 34          | 11                    | 10                    | 6                     | 86    | 61    | 40    |
| 2023-2024             | CL Ksar El Kebir      | Division 1            | -           | -           | -           | -                     | -                     | -                     | 0     | 0     | 0     |
| Sous-total            | Sous-total            | Sous-total            | -           | -           | -           | -                     | -                     | -                     | 0     | 0     | 0     |
| 2024-2025             | GOAL                  | D1+Playoffs           | 17+3        | 14+4        | 2           | 2                     | 0                     | -                     | 22    | 18    | 2     |
| Total sur la carrière | Total sur la carrière | Total sur la carrière | 95          | 69          | 36          | 13                    | 10                    | 6                     | 108   | 79    | 42    |

#### Bilan par compétition
| Compétition            | Matchs | Buts |
| ---------------------- | ------ | ---- |
| D1 Futsal              | 20     | 18   |
| Coupe nationale futsal | 2      | 0    |
| Total                  | 22     | 18   |

### Statistiques en sélection marocaine
Le tableau suivant liste les rencontres de l'équipe du Maroc auxquelles Otmane Boumezou a pris part :

## Palmarès
| Dynamo Kénitra (2)                                                                            | Feth Settat (4) | SCC Mohammédia (4)                                                                                          | GOAL FC                                             | Équipe du Maroc (9) |
| --------------------------------------------------------------------------------------------- | --- | --- | --------------------------------------------------- | --- |
| - Championnat du Maroc (1) : - Champion : 2018 - Coupe du Trône (1) : - Vainqueur : 2016-2017 | - Championnat du Maroc (2) : - Champion : 2019 et 2020 - Coupe du Trône (2) : - Vainqueur : 2017-2018 et 2018-2019 | - Championnat du Maroc (3) : - Champion : 2021, 2022 et 2023 - Coupe du Trône (1) : - Vainqueur : 2019-2020 | - Championnat de France : - Vice-champion : 2024-25 | - Coupe d'Afrique des nations (2) - Champion : 2020 et 2024 - Tournoi international de Poreč (1) - Vainqueur : 2020 - Coupe arabe des nations (3) - Champion : 2021, 2022 et 2023 - Coupe des confédérations (1) - Champion : 2022 - Tournoi international de Rabat (1) - Vainqueur : 2023, - Tournoi international de Croatie (1) - Vainqueur : 2023 |